# Полёт «Интрудера»
«Полёт „Интрудера“» (англ. Flight of the Intruder) — военная драма режиссёра Джона Милиуса. Экранизация одноимённого романа Стивена Кунтса.

## Сюжет
Вьетнамская война, 1972 год. Авиация США продолжает бомбардировки Северного Вьетнама. Лейтенант ВМС США Джейк Графтон, пилот палубного бомбардировщика A-6 «Интрудер», всё более разочаровывается в подходе правительства к ведению войны. Вьетнамцы сбивают американские самолёты зенитными ракетами, однако склад этих ракет в Ханое запрещено бомбить по политическим причинам. Поскольку командование не намерено снимать запрет, Графтон со своим штурманом Вирджилом Коулом решают нанести удар по складу самостоятельно.

## В ролях
- Дэнни Гловер — командир Фрэнк «Дьяки» Кампарелли
- Уиллем Дефо — лейтенант Вирджил 'Тигр' Коул
- Брэд Джонсон — лейтенант Джейк «Хладнокровный» Графтон
- Розанна Аркетт — Калли
- Том Сайзмор — боксмен
- Дж. Кеннет Кэмпбелл — лейтенант-коммандер «Ковбой» Паркер
- Джаред Чэндлер — лейтенант Джек «Бритва» Барлоу
- Дэнн Флорек — лейтенант-коммандер «Безумный Джек»
- Винг Рэймс — Фрэнк Макрэ
- Кристофер Рич — Морган «Морг» Макферсон
- Дуглас Робертс — Гаффи

## Производство
- Часть фильма была снята на авианосце «Индепенденс» в течение двух недель ноября 1989 года. В съёмках принимала участие 165-я штурмовая эскадрилья ВМС США, на самолёты которой была нанесена маркировка 196-й штурмовой эскадрильи.
- Ранние модификации «Интрудера» A-6A и A-6B, применявшиеся во Вьетнаме, к моменту съёмок уже не использовались, поэтому в фильме отображены A-6E и воздушный танкер KA-6D.
- Для съёмки сцен бомбардировок был создан макет Ханоя в масштабе 1:160.
- Фильм вышел в американский прокат 18 января 1991 года (на второй день войны в Персидском заливе).